# Feodosia
Feodosia o también Teodosia (en ruso: Феодосия, en ucraniano: Феодосія, Теодосія, en tártaro de Crimea: Kefe) es una ciudad portuaria de la península de Crimea, ubicada en Ucrania situada en la costa del mar Negro. La ciudad se extiende por 15 km a lo largo de la bahía de Feodosia. La ciudad pertenece al municipio de Feodosia, del cual es la capital administrativa.
Feodosia es una de las ciudades más antiguas de la península de Crimea y una de las más antiguas de Europa, más de 25 siglos. En 1971 la ciudad celebró su 2500 aniversario.
El nombre se escribe también Teodosia, que procede de la primera fundación de la ciudad por los griegos y cuyo significado es «dado por Dios». En la Edad Media tuvo la ciudad los nombres de Cafa y (cuando fue importante colonia genovesa) Caffa y Kefe, cuando por siglos fue la capital de la turca provincia que se extendía por toda la mitad sur de la actual Ucrania.  Durante siglo y medio, en su época italiana, tuvo su propia diócesis católica, sujeta a la arquidiócesis de Pekín.
Es una ciudad apreciada por los veraneantes, con playas, aguas minerales, baños, sanatorios y residencias. Su economía se basa en el turismo, la agricultura y la pesca. La mayor parte de su población es ahora étnicamente rusa.
Desde finales de febrero de 2014, la mayor parte de la península de Crimea ha sido capturada y ocupada por unidades militares regulares rusas y luego anexada por la Federación Rusa.

## Clima
El clima de Feodosia es parecido al de Simferópol. Sin embargo, la proximidad del mar Negro acerca el clima al del Mediterráneo. La temperatura media durante todo el año es superior a los 0 grados. Por lo tanto, el clima de Feodosia es algo intermedio entre la estepa y el subtropical. 
Sin embargo, al contrario que en Yalta, son posibles temperaturas mucho más bajas en Feodosia. Hay nevadas en un promedio de 23 días al año; la capa de nieve permanente se da solamente en los inviernos muy severos (no todos los años). Normalmente, los inviernos son suaves y los veranos son calurosos y secos.

## Historia

### Teodosia

Mapa con varias colonias griegas del norte del mar Negro, donde se aprecia la situación de Teodosia.

Teodosia (en griego antiguo, Θευδοσία) era una antigua ciudad griega del Quersoneso Táurico fundada por colonos milesios en el siglo VI a. C. Contaba con fértiles tierras agrícolas, de las que dependía su comercio, y disponía de un puerto que podía albergar cien barcos. Los nativos la llamaban «Ardabda», que podría querer decir 'siete dioses'. 
Se trataba de un importante emporio, acerca del que Estrabón dice que en tiempos del rey Leucón I del Bósforo (siglo IV a. C.) llegó a expedir en un año hacia Atenas la cantidad de 2 100 000 medimnos de trigo. Teodosia fue ocupada por Mitrídates del Ponto pero, durante la tercera guerra mitridática fue una de las ciudades que se sublevaron contra él, al igual que otras ciudades de la zona como Quersoneso o Ninfeo, siguiendo el ejemplo de Fanagoria. Se la menciona como una ciudad griega también en el Periplo de Pseudo-Escílax y en el Periplo del Ponto Euxino de Arriano, aunque en este último se la califica de ciudad desierta. Según Mijaíl Rostovtzeff, esta noticia podría estar relacionada con las invasiones de los sármatas en las épocas de los emperadores Domiciano y Trajano, pero la ciudad, como desvelan los testimonios arqueológicos, volvió a ser ocupada poco después. Estrabón indica que la ciudad marcaba el límite entre las posesiones del Reino del Bósforo y las de los Tauros.
Fue durante siglos un activo centro comercial que, aunque entró en decadencia en el siglo II, seguía operando hasta que fue destruida por los hunos en el siglo IV.
Estuvo en diferentes épocas bajo la esfera de influencia de los jázaros (las excavaciones han revelado artefactos jázaros que se remontan al siglo IX) y del Imperio bizantino. 
En tiempos del emperador Constantino VII Porfirogéneta (mitad del siglo X), ya no se menciona más a esta ciudad. Quedó reducida a una aldea los siguientes 900 años. 
Como el resto de Crimea, cayó bajo el dominio de los cumanos y fue conquistada por los mongoles en 1230.

### Cafa

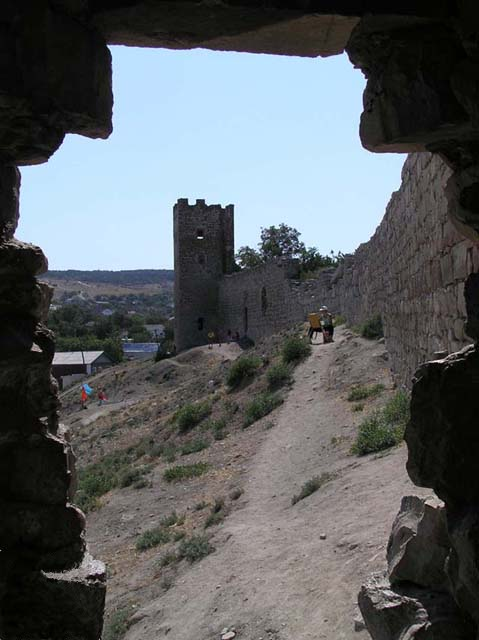
Fortaleza genovesa de Cafa.

De 1204-1261 y de 1296-1307, Cafa (Kafa, o también Caffa) estuvo bajo los gobiernos rivales de los estados de Génova y de Venecia.
La república genovesa se estableció en Cafa, en 1266, mediante un acuerdo con el kan de la Horda de Oro. 
La ciudad virtualmente monopolizó el comercio del área del mar Negro, siendo el principal puerto y centro administrativo de los asentamientos genoveses del litoral de este mar, bajo el gobierno de un cónsul. Desde su puerto, los grandes buques mercantes genoveses comerciaban con Tana (ahora Azov, Rusia), en el río Don; y de allí, a lo largo de este río con Rusia Central; y por tierra, a través de otras rutas caravaneras, hacia Sarai, en el río Volga, y hacia el Lejano Oriente. Se convirtió en uno de los mayores mercados de esclavos de Europa.
Las relaciones entre los comerciantes italianos y los mongoles no fueron fáciles, y en 1307 Toqta, kan de la Horda de Oro, arrestó a los residentes italianos de Sarai, y sitió Cafa. Al parecer, la razón estaría en las discrepancias de Toqta con el comercio italiano de esclavos turcos, que eran vendidos para ser soldados del sultanato mameluco. Los genoveses resistieron en Cafa durante un año, pero en 1308, tras un incendio habido en la ciudad, ésta fue abandonada. Las relaciones entre los italianos y la Horda de Oro se mantuvieron tensas hasta la muerte de Toqta en 1312, cuando Cafa volvió a poder genovés.
En 1441, la alcaldía de Cafa compró Lérici, y sufragó sus gastos de mantenimiento durante la siguiente década; empero, los moldavos se tomaron Lérici en 1455, cuando era señorío de la familia Senarega.  En ésa misma época, a partir de 1453, la república genovesa cedió a la Casa de San Jorge el gobierno de Cafa, por ser vital esta capital del Euxino genovés para el comercio.
En Europa, la epidemia de la peste negra del siglo XIV tuvo su primera constatación en Cafa durante el asedio al que fue sometida en 1346 por los tártaros, que parece que fueron los primeros en utilizar la peste como arma biológica. Así, durante el sitio de la ciudad, habiendo sufrido una epidemia de peste en sus propias filas y no pudiendo forzar la rendición de la plaza, el mando tártaro mandó lanzar los cuerpos de sus soldados muertos por encima de las murallas de la ciudad con el fin de transmitir la misma muerte entre sus defensores y así poder rendirlos aunque la enfermedad no se transmite por el contacto con los muertos pero sí por los roedores.
Su puerto podía albergar unos 200 barcos, contando al final del siglo XV con unos 70.000 habitantes (genoveses 80%), lo que la hacía una ciudad relativamente importante.
En 1475, los genoveses debieron abandonar Cafa y otras colonias y emporios litorales del mar Negro ante el avance de los otomanos, perdiendo así el control del mar Negro.

### Kefe
El comandante otomano Gedik Ahmet Pasha tomó la ciudad en 1475. Todos los habitantes no musulmanes de Cafa fueron deportados a Estambul donde una mezquita aún recuerda el nombre de la ciudad (La Mezquita Kefeli: en turco "Mezquita de los Cafariotas"). 
El nombre de la ciudad cambió a Kefe y se convirtió en uno de los más importantes puertos otomanos del Mar Negro y en el epicentro del mercado crimeo de esclavos.
En 1622, con la incursión en el Mar Negro de cosacos al servicio de Polonia, la ciudad fue saqueada.

### Hasta elsigloXX
El control otomano cesó con la expansión del Imperio ruso, que conquistó Crimea en 1783. Fue renombrada Feodosiya (Феодосия) en 1802, una versión rusa del antiguo nombre griego.
La ciudad fue ocupada dos veces por las tropas de la Alemania Nazi durante la Segunda Guerra Mundial y sufrió graves daños. 
En 1954, fue transferida al control administrativo de la RSS de Ucrania con el resto de Crimea.

### La ciudad delsigloXXI
La moderna Feodosia es una ciudad turística con una población de unos 85.000 habitantes. Tiene playas, manantiales de agua y baños de barro. Su renombre se debe a los numerosos sanatorios y casas de reposo.
Además del turismo, su economía se apoya en la agricultura y las piscifactorías, con industrias locales de pesca, cerveza e industrias conserveras, como el resto de Crimea. La etnia mayoritaria es la rusa y el ucraniano es relativamente poco usado. En junio de 2006, Teodosia saltó a las noticias en relación con las protestas contra la OTAN de 2006.

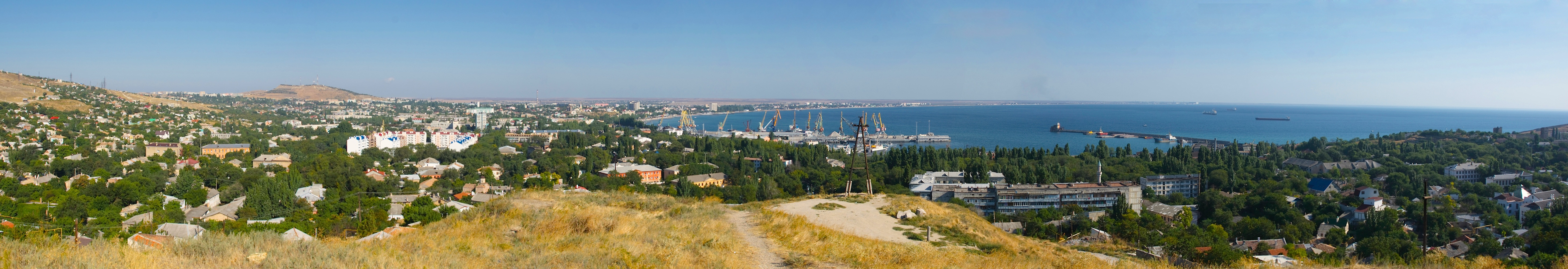
Vista panorámica de Teodosia desde el monte Tepe Oba.